# Хачиров, Магомет Ильясович
Магоме́т Илья́сович Хачи́ров (1929—2007) — передовик советского сельского хозяйства, тракторист совхоза «Эльтаркач» Усть-Джегутинского района Карачаево-Черкесской автономной области, полный кавалер ордена Трудовой Славы (1991).

## Биография
Родился 5 марта 1929 года году в ауле Эльтаркач Малокарачаевского района Карачаевской автономной области (ныне Усть-Джегутинского района Карачаево-Черкесии). В 1943 году со всей семьёй был депортирован в Киргизскую ССР. В 1945 году окончил семь классов в селе Богословка Покровского района Фрунзенской области.
С июня 1945 по май 1957 года работал трактористом в Александровской МТС, находившейся в селе Богословка, где проживала семья.
В мае 1957 года, по возвращении на Родину из мест депортации, был принят на работу трактористом в совхоз «Эльтаркачский» Малокарачаевского района Карачаево-Черкесской автономной области. Член КПСС с 1965 года.
С ноября 1982 года по июнь 1986 года работал буртовщиком-трактористом молочно-овощного совхоза «Эльтаркач» Усть-Джегутинского района, с июня по июль 1986 года — начальником механизации данного хозяйства, с июля 1986 года вновь стал работать совхозным трактористом.
Указами Президиума Верховного Совета СССР от 23 декабря 1976 года и 12 марта 1982 года  награждён орденом Трудовой Славы III и II степени. Указом Президента СССР от 3 декабря 1991 года за большой личный вклад в развитие сельскохозяйственного производства награждён орденом Трудовой Славы I степени. Стал полным кавалером ордена.
Неоднократно избирался депутатом областного и районного Советов народных депутатов.
Умер 10 августа 2007 года на 79-м году жизни. Похоронен в ауле Эльтаркач Усть-Джегутинского района.

## Награды
- орден Трудовой Славы I, II, III степеней (03.12.1991, 12.03.1982, 23.12.1976)
- медаль «За трудовое отличие» (10.03.1976)
- медаль «За доблестный труд в Великой Отечественной войне 1941—1945 гг.» (06.06.1945)
- медаль «В ознаменование 100-летия со дня рождения Владимира Ильича Ленина» (1970)
- Почётная грамота Министерства сельского хозяйства Российской Федерации (за многолетний добросовестный труд, большой личный вклад в развитие агропромышленного производства республики, 22.06.2006)
- Ударник коммунистического труда (1965)
- Ударник VIII, IX, X пятилеток
- Победитель социалистического соревнования (1973, 1975, 1978, 1979, 1980)